# تشاوني آب بهار (قيلاب)
تشاوني آب بهار (بالفارسية: چاونی‌آب‌بهار) هي قرية تقع في قسم قيلاب الريفي، بمقاطعة أنديمشك التابعة لمحافظة خوزستان، إيران. يقدر عدد سكانها بـ 17 نسمة حسب الإحصاء السكاني الذي تمّ في عام 2006.